# Flughafen Linyi

i7
i11
i13
Der Linyi Qiyang International Airport (chinesisch 临沂启阳国际机场, IATA-Code: LYI, ICAO-Code: ZSLY) ist ein Flughafen der Kategorie 4D in der Stadt Linyi, in der Provinz Shandong in der Volksrepublik China. Im Dezember 2023 bekam der Flughafen den Zusatz International verliehen.

## Geschichte

### Shandongs erster Flughafen
Im März 1934 wurde der Flughafen Linyi einer der ersten Flughäfen in Shandong und ganz China eröffnet. Der Flughafen befand sich nördlich von Miaozhuang und namm hauptsächlich das Brachland in Xiguan, Miaozhuang und Wangzhuang ein, was 3900 Mu entsprach. Nach seiner Fertigstellung blieb der Flughafen jedoch ungenutzt. Nach dem Sieg im Zweiten Japanisch-Chinesischen Krieg zog die Führung der KPCh in Shandong, sowie das Hauptquartier der Neuen vierten Armee nach Linyi, wodurch Linyi zum politischen Zentrum der Kommunistischen Partei Chinas in Shandong wurde. Nachdem die Gespräche zwischen der Kuomintang und der Kommunistischen Partei begannen, flog am 30. Januar 1946 eine Militärdelegation, bestehend aus dem amerikanischen Vertreter Colonel Harris, dem Kuomintang-Vertreter Li Shuzheng und dem KPCh-Vertreter Wang Shiying von Xuzhou nach Linyi, um die Einhaltung des Waffenstillstandsabkommens zu überprüfen. Dies war der erste Flug des Flughafens. Nach dem Ausbruch des zweiten chinesischen Bürgerkriegs im Juli 1946 wurde der Flughafen aufgegeben.

### 1950er Jahre und Schließung in den 1980er Jahren
Während des „Großen Sprungs“ 1958 wurden in der Nähe des Dorfes Shubuling 438 Mu Land beschlagnahmt, um den Flughafen neu zu bauen. Eine 500 Meter lange Landebahn wurde angelegt und ein kleines Kontrollgebäude errichtet, das den Betrieb kleiner Flugzeuge erlaubte. Der Shubuling Flughafen war der einzige zivile Flughafen in Shandong zu dieser Zeit. Für die Flüge wurden An-2-Flugzeuge verwendet, die montags, mittwochs und freitags zwischen Jinan und Linyi flogen. Der Ticketpreis betrug 16 Yuan pro Person. 1962 wurde der Flughafen stillgelegt. 1969 wurde der er wiedereröffnet, jedoch aufgrund finanzieller Engpässe erneut im Jahr 1981 geschlossen.

### Wiedereröffnung des Flughafens in den 1990ern
Da der ursprüngliche Standort keine Erweiterungsmöglichkeiten bot, beschloss die Volksregierung von Linyi 1991, 2100 Mu Land 1200 Meter südlich des alten Flughafens zu erwerben, um den Flughafen neu zu bauen. 1995 wurde mit dem Bau begonnen. Mit einer Gesamtinvestition von 170 Millionen Yuan wurde eine 2600 Meter lange Landebahn und eine Terminalfläche von 18.000 Quadratmetern errichtet.
Am 26. Dezember 1998 wurde der Flughafen von der Zivilluftfahrtbehörde Chinas abgenommen und offiziell für den Flugverkehr freigegeben.

### Erste Modernisierung und Erweiterung
2007 wurde die Zivilluftfahrtbehörde von Linyi gegründet, die für den Betrieb und das Management des Flughafens zuständig ist und 330 Millionen Yuan investierte, um die Einrichtungen und Ausstattungen des Flughafens zu modernisieren. Nach der Erweiterung umfasste der Flughafen eine Fläche von 150 Hektar, mit einem Flugfeld der Kategorie 4C, einer Landebahn von 2400 × 45 Metern und zwei Taxiways, die den Start und die Landung von Airbus A320 und Boeing 737 ermöglichen. Der Vorfeldbereich hat eine Fläche von 36.000 Quadratmetern. Das Terminal hat eine Fläche von 23.000 Quadratmetern und das Kontrollgebäude eine Fläche von 1800 Quadratmetern.

### Zweite Erweiterung
Im Jahr 2015 wurde der erste Flug nach Südkorea abgefertigt.
Im selben Jahr investierte die Stadtregierung von Linyi 1,83 Milliarden Yuan in die Erweiterung der Flughafenanlagen. Die Landebahnen wurde verlängert und das Vorfeld vergrößert. Damit erreichte der Flughafen die technische Klasse 4D.
Im August 2017 wurde die Erweiterung des Flughafens von der Zivilluftfahrtbehörde Ost-Chinas abgenommen.

### Bau des internationalen Terminals und offizielle Anerkennung
Im Januar 2018 wurde mit dem Bau des internationalen Terminals T3 begonnen, das eine Fläche von über 120.000 Quadratmetern umfasst.
Am 30. November 2018 beantragte die Volksregierung der Provinz Shandong beim Staatsrat der Volksrepublik China die Erlaubnis für Internationalen Flugverkehr.
Am 29. November 2019 genehmigte der Staatsrat den regulären internationalen Flugverkehr.

### Umbenennungen
Am 30. Dezember 2019 wurde der Flughafen umbenannt in „Linyi Qiyang Airport“, da „Shubuling“ nun „Qiyang“ wurde.
Am 29. Dezember 2023 genehmigte die Zivilluftfahrtbehörde Chinas die Umbenennung des „Linyi Qiyang Airport“ in „Linyi Qiyang International Airport“.

## Fluggesellschaften und Ziele
| Fluggesellschaft        | Zielorte                                                                                  |
| ----------------------- | ----------------------------------------------------------------------------------------- |
| Shenzhen Airlines       | Guangzhou, Shenzhen, Shenyang, Harbin, Xi'an, Wenzhou, Ningbo                             |
| China Southern Airlines | Guangzhou, Dalian, Guiyang (mit Zwischenstopp in Wuhan)                                   |
| China Eastern Airlines  | Peking/Daxing, Shanghai/Pudong, Hangzhou                                                  |
| Chongqing Airlines      | Dalian, Chongqing                                                                         |
| Fuzhou Airlines         | Fuzhou, Tianjin                                                                           |
| Capital Airlines        | Guilin, Haikou                                                                            |
| Loong Air               | Kunming, Changchun                                                                        |
| Tianjin Airlines        | Nantong, Hohhot                                                                           |
| Air China               | Chengdu/Tianfu                                                                            |
| Shanghai Airlines       | Shanghai/Pudong                                                                           |
| Kunming Airlines        | Changsha                                                                                  |
| United Airlines         | Peking/Daxing                                                                             |
| Changlong Airlines      | Hongkong (ab 16. Dezember 2024, Abflugort Changchun), Tokio/Narita (ab 16. Dezember 2024) |